# Andreas Lind
Andreas Laurits Lind (Middelfart, 13 de julio de 1922-Middelfart, 26 de enero de 1982) fue un deportista danés que compitió en piragüismo en la modalidad de aguas tranquilas. Ganó dos medallas en el Campeonato Mundial de Piragüismo de 1950.
Participó en los Juegos Olímpicos de Helsinki 1952, donde finalizó noveno en la prueba de K2 1000 m.

## Palmarés internacional
| Campeonato Mundial | Campeonato Mundial     | Campeonato Mundial | Campeonato Mundial |
| Año                | Lugar                  | Medalla            | Evento             |
| ------------------ | ---------------------- | ------------------ | ------------------ |
| 1950               | Copenhague (Dinamarca) | Medalla de bronce  | K1 500 m           |
| 1950               | Copenhague (Dinamarca) | Medalla de plata   | K1 4 × 500 m       |